# Плесно

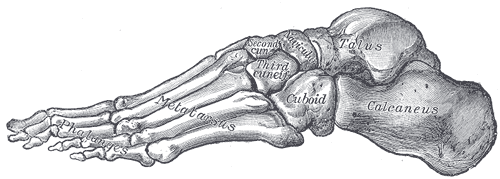
Стопа людини

Пле́сно, також плю́сно (лат. metatarsus) — частина стопи, яка розміщена між передплесном та фалангами. Складається з метатарсалій (плеснових кісток), по одній на кожен палець. У розмовному мовленні «плесном» називають зап'ясток.

## Назва
Латинська назва metatarsus (metatarsium, ossa metatarsii або ossa metatarsalia) походить від дав.-гр. μετατάρσος, μετατάρσιον, утвореного від μετα- («за», «далі») та ταρσός («заплесно»). Українська назва походить від прасл. *plesna, що вважається спорідненим з лат. planta («ступня, підошва»), грец. πλάτος («ширина»), а також з прасл. *pletje («плече») і сходить до пра-і.є. *plāt-/plēt-/plet- («плоский, рівний, широкий»).